# Longsdorf
Longsdorf (luxembourgeois : Longsdref) est une section de la commune luxembourgeoise de Tandel située dans le canton de Vianden.